# Georg Klingenberg (Jurist)
Georg Klingenberg (* 31. Jänner 1942 in Graz; † 31. Juli 2016 ebenda) war ein österreichischer Rechtswissenschaftler.

## Leben
Klingenberg studierte Rechtswissenschaften und Staatswissenschaften an der Universität Graz und promovierte dort 1966 zum Dr. jur. und 1969 zum Dr. rer. pol. Ab 1970 war er Universitätsassistent am Institut für Römisches Recht und Antike Rechtsgeschichte der Universität Graz, wo er sich 1978 auch habilitierte und die Lehrtätigkeit aufnahm. Seit September 1991 war er ordentlicher Professor für Römisches Recht an der Universität Linz. 2010 wurde er emeritiert. Georg Klingenberg verstarb am 31. Juli 2016 in Graz. Sein Vermächtnis, das Buch Prüfungskunde, wurde von seinem Sohn im neugegründeten Klingenberg-Verlag im Februar 2017 veröffentlicht.